# 정온 동계문집 목판
정온 동계문집 목판(鄭蘊 桐溪文集 木板)은 대한민국 경상남도 거창군 위천면 강천리에 있는, 조선 중기 때 명신인 동계 정온(1569∼1641)의 문집을 새긴 목판이다.
1997년 1월 30일 경상남도의 유형문화재 제321호 정온선생 문집책판으로 지정되었다가, 2018년 12월 20일 현재의 명칭으로 변경되었다.

## 개요
조선 중기 때 명신인 동계 정온(1569∼1641)의 문집을 새긴 목판이다.
정온은 광해군 2년(1610) 문과에 급제하여 시강원경설서, 사간원정언 등의 벼슬을 지냈다. 영창대군이 죽임을 당하자 격렬한 반대상소를 올렸다가 광해군의 노여움을 사 제주도로 유배되었고, 그뒤 10년동안 유배지에서 학문을 닦았다. 그후 다시 벼슬길에 올라서는 대사간, 대제학, 이조참판 등 중요한 벼슬을 했으며, 병자호란 때 끝내 항복하게 되자 스스로 목숨을 끊으려 하였으나 실패하고 덕유산에 들어가 살다가 죽었다. 그가 죽은 후 그의 절개를 높이 사 숙종 때 영의정에 추증되었고, 여러 서원에 그의 위패를 모셨으며, 시호는 ‘문간’이다.
이것은 현종 1년(1660)에 처음 간행하였고, 이후 철종 2년(1851)에 다시 간행하였다. 크기는 가로 54cm, 세로 29cm, 폭 2.5cm이다.

## 같이 보기
- 정온

## 참고 문헌
- 정온 동계문집 목판 - 국가유산청 국가유산포털